# Orpheusspotvogel
De orpheusspotvogel (Hippolais polyglotta), is een zangvogel uit de familie Acrocephalidae (rietzangers). Het is een lange-afstandstrekker die voornamelijk in Zuidwest-Europa broedt en overwintert in West-Afrika. De orpheusspotvogel is een warmteminnende soort die sinds het midden van de 20e eeuw bezig is met een opmars richting het noordoosten. In Nederland heeft de opmars nog niet echt doorgezet, maar worden er jaarlijks gemiddeld 4-6 territoria vastgesteld.

## Identificatie
De orpheusspotvogel wordt 12 tot 13 centimeter en gelijkt zeer veel op de spotvogel (Hippolais icterina). Beide soorten hebben namelijk een lichtgele buik, borst en keel, grijsgroene bovendelen en kop. De orpheusspotvogel heeft echter kortere vleugels, een kortere handpenprojectie, bruinig tot bruingrijze i.p.v. loodgrijze poten en egaler gekleurde vleugels. Zijn vleugellengte meet 59–70 mm, tegenover 69–85 mm bij de spotvogel. Dit verklaart ook de naam die voorheen voor de orpheusspotvogel werd gebruikt; namelijk kortvleugelspotvogel. Zowel de orpheusspotvogel als spotvogel hebben een specifieke kopvorm; met een korte snavel, een vrij hoekig voorhoofd en een relatief hoge, ronde kroon. Wipt onregelmatig en lichtelijk met zijn staart op en neer.
De ruiperiode begint kort na aankomst in de overwinteringsgebieden; beginnend tussen september en begin oktober en eindigend tussen november en begin december. Ook juveniele vogels beginnen pas met ruien in het overwinteringsgebied.

## Broeden
Er worden 4-5 rozerode eieren met zwarte vlekken gelegd die door het vrouwtje gedurende 12 à 13 dagen worden geïncubeerd. De jongen vervolgens door beide ouders gevoerd. Ze blijven gemiddeld 12 dagen in het nest en worden na het uitvliegen nog 9 à 10 dagen door de ouders gevoerd. Het nest wordt door het vrouwtje gebouwd in een struik en bevindt zich vaak tussen de 1 en 3 m boven de grond. Het nest is komvormig en bestaat uit bladeren, plantenstengels en spinnenwebben die worden verweven met stukjes plantenwortel en haartjes. Eieren worden gelegd tussen midden mei en begin juni. Normaliter één broedsel per jaar.

## Verspreiding
De Europese populatie wordt tussen de 1.3 en 2.7 miljoen broedparen geschat. Het leeuwendeel daarvan broedt op het Iberisch Schiereiland, in Frankrijk en Italië. In de juiste biotoop broedt er daar geregeld 1 paar per hectare. Komt ook voor in het noordwesten van Noord-Afrika en de kustgebieden van Slovenië en Kroatië zuidelijk tot aan Zadar. Sinds de jaren 30 van de twintigste eeuw is de orpheusspotvogel aan een opmars richting het noordoosten bezig. Daarbij werd het areaal uitgebreid tot in Zwitserland, Duitsland, Luxemburg en Wallonië. In sommige jaren vinden ook broedgevallen plaats in Nederland, meestal in de provincie Limburg. Het eerste broedgeval in Nederland vond plaats in 1990. De dichtst bij Nederland zijnde, jaarlijks bezette broedgebieden bevinden zich langs de Maasvallei ter hoogte van Flémalle en Engis.
Het eerste broedgeval in Zwitserland vond plaats in 1960 in het kanton Ticino, waar de soort mogelijk vroeger ook broedde. Vanaf 1970 werd ook in het Rhônedal in kanton Wallis gebroed en sinds 1977 in kanton Genève. Tegenwoordig wordt het aantal in Zwitserland op 300 à 500 broedparen geschat. De soort broedde voor het eerst in 1983 in Duitsland. Dit broedgeval vond plaats in de Boven-Rijnse Laagvlakte. Vervolgens werd er in 1984 een broedgeval vastgesteld in Saarland. Een inventarisatie in 1985 in Saarland leverde 28 broedparen op, wat indiceert dat er waarschijnlijk al voor 1983 in Duitsland werd gebroed. Sinds de jaren 90 van de twintigste eeuw verspreidde de populatie in Saarland zich verder richting de bovenloop van de Moezel en in geringere mate het westen van Rijnland-Palts. Aansluitend werden delen van de Mittelrhein en Eifel bezet. Het bestand in Duitsland werd in 2014 tussen de 600 à 1100 broedparen geschat. In Wallonië werd sinds 1981 gebroed en hun aantal werd in 2015 op circa 2100 broedparen geschat.
Hij overwintert in West-Afrika, van Gambia tot aan Centraal-Kameroen. Zelden tot aan de Centraal-Afrikaanse Republiek. Dichtheden van enkele tientallen per hectare werden vastgesteld op Mont Nimba in Guinee. Ze trekken vanaf eind april Europa weer binnen via de Straat van Gibraltar. Zo wordt een lange tocht over zee vermeden.
In gebieden waar de verspreiding van de orpheusspotvogel overlapt met de verwante spotvogel worden soms gemengde paren gevormd. Dit kan voorkomen in het noordoosten van Frankrijk, België en Nederland.

## Biotoop

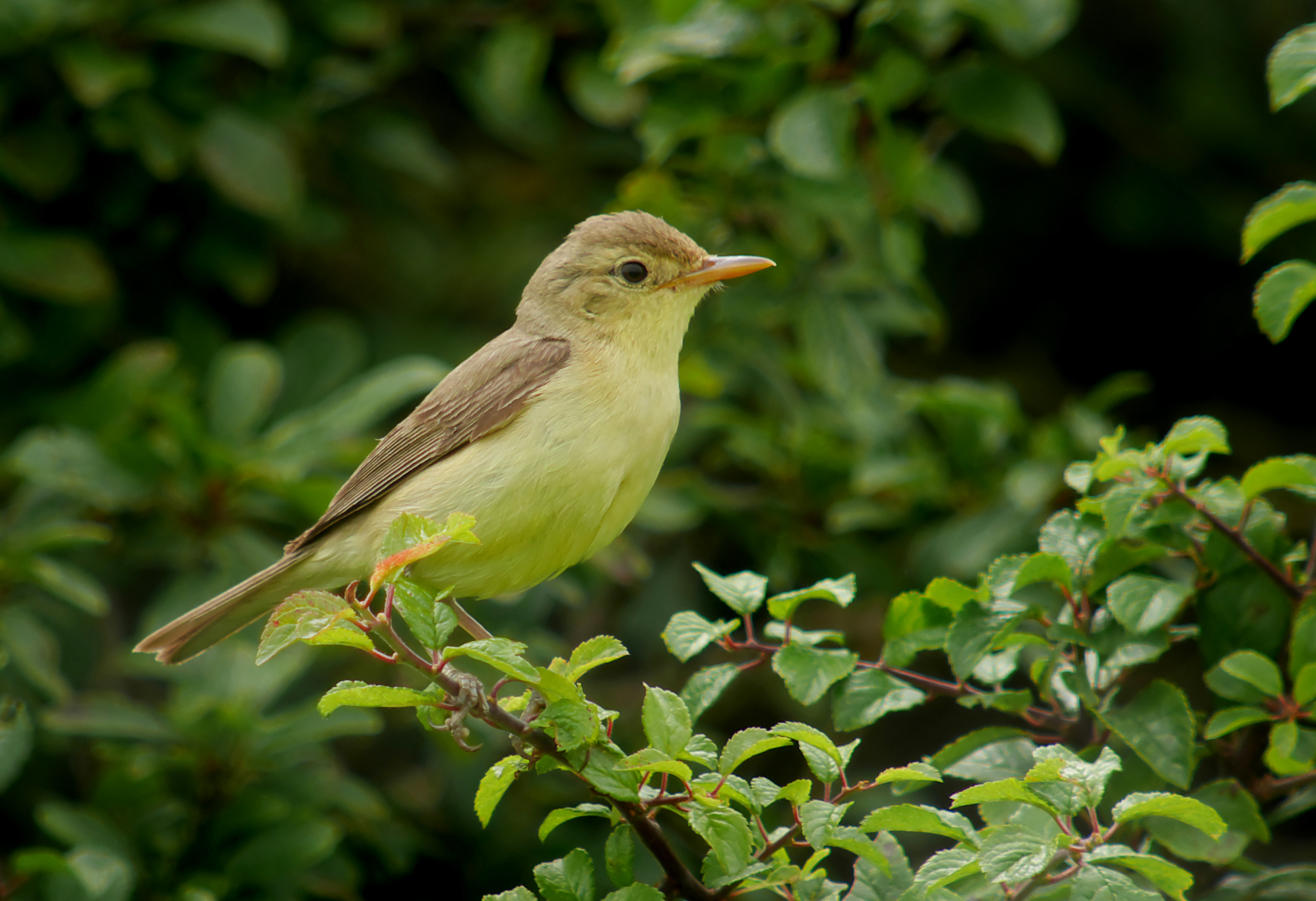
Een orpheusspotvogel in bosschage, Bretagne, Frankrijk.

Broedt in het noorden van zijn verspreidingsgebied bij voorkeur op braakliggende terreinen langs spoorlijnen, verwilderde tuinen, bosschages, braakliggende industrieterreinen, verwaarloosde wijngaarden en bosachtige terreinen in een vroeg successiestadium. Braamstruiken bieden een goede dekking voor de soort en uitstaande takken van bomen of struiken worden gebruikt als zangpost. In het zuidelijke deel van het verspreidingsgebied komt de soort voor op met struiken begroeide hellingen, vooral in wilgen, oleander en tamarisken langs beekjes. In zijn West-Afrikaanse overwinteringsgebieden prefereert de orpheusspotvogel savannen, bosranden, open plekken in bossen, bosschages, tuinen en zelfs mangroven.

## Geluid
De zang lijkt sterk op die van de spotvogel en bosrietzanger (Acrocephalus palustris) en is gevarieerd, snel en kwetterend. Elke strofe duurt 7-15 seconden en wordt onderbroken door een pauze van maximaal 10 seconden. Roept soms ook in die korte pauzes. Elke zangstrofe wordt ingeluid door een herhaald whi-whi-whi..., pi-pi-pi... of tsjidi-tsjidi-tsjidi..., gevolgd door een musachtig geratel t-t-t-t of zanglijsterachtig tsjuu-tsjuu. Vergeleken met de spotvogel is de orpheusspotvogel minder krachtig, minder gevarieerd en klinkt iets haastiger. Mist daarnaast de nasale uithalen en bevat ook minder imitaties. De bosrietzanger klinkt iets chaotischer en meer pruttelend.

## Gelijkende soorten
- Spotvogel (Hippolais icterina) Qua geluid en uiterlijk.
- Bosrietzanger (Acrocephalus palustris) Qua geluid.